# Discovery Rupes
La Discovery Rupes è una scarpata situata sulla superficie del pianeta Mercurio, alta circa 2 km, e lunga approssimativamente 400 km. La sua origine è da ricondursi ad una faglia inversa probabilmente originatasi durante la fase di contrazione del nucleo mercuriano per via del suo progressivo raffreddamento.
Il cratere Rameau appare tagliato in due dalla scarpata.
La rupes è dedicato all'HMS Discovery, l'imbarcazione a bordo della quale James Cook portò a termine il proprio ultimo viaggio nell'oceano Pacifico, fra il 1776 ed il 1780. A sua volta il cratere dà il nome alla maglia H-11, precedentemente nota come Solitudo Hermae Trismegisti.

## Altri progetti

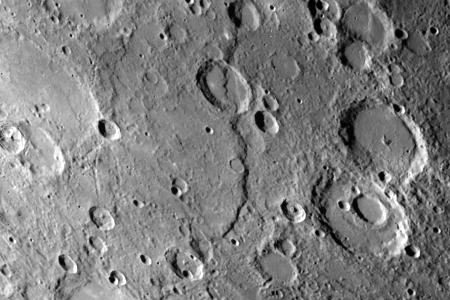
La Discovery Rupes, fotografata durante il primo fly-by della sonda meccanica Mariner 10.
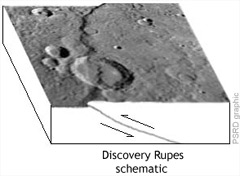
Una rappresentazione schematica della faglia inversa di Discovery Rupes.